# 80S
80S zijn ribosomen die in eukaryoten voorkomen. Deze ribosomen hebben een sedimentatiesnelheid van 80 Svedberg en bestaan uit 2 subeenheden, het kleine 40S en het grotere 60S. Eukaryotische ribosomen (80S) verschillen veel van prokaryotische ribosomen (70S). Zo is 80S groter, bestaat uit meer en grotere eiwitten, en uit vier (drie bij 70S) RNA-moleculen.